# Cistella (grzyby)
Cistella Quél. – rodzaj grzybów z rzędu tocznikowców (Helotiales).

## Systematyka i nazewnictwo
Pozycja w klasyfikacji według Index Fungorum: Incertae sedis, Helotiales, Leotiomycetidae, Leotiomycetes, Pezizomycotina, Ascomycota, Fungi.
Synonim: Discocistella Svrček.
Gatunki występujące w Polsce:
- Cistella acuum (Alb. & Schwein.) Svrček 1959[3]
- Cistella albidolutea (Feltgen) Baral 1985[4]
- Cistella fugiens (W. Phillips) Matheis 1977[3]
- Cistella grevillei (Berk.) Raitv. 1978[3]
- Cistella hungarica (Rehm) Raitv. 1979[5]
- Cistella luzulina (W. Phillips ex Cooke) Matheis 1977[3]

Nazwy naukowe na podstawie Index Fungorum.